# Agnia clara
Agnia clara es una especie de escarabajo longicornio del género Agnia, subfamilia Lamiinae. Fue descrita científicamente por Newman en 1842.
Se distribuye por Filipinas. Mide 19-23 milímetros de longitud.